# Lepidocyclus
Lepidocyclus is een geslacht van uitgestorven brachiopoden, dat voorkwam van het Midden- tot het Laat-Ordovicium.

## Beschrijving
Deze 7,5 millimeter tot drie centimeter lange brachiopode kenmerkt zich door een geribde schelp, vaak gesierd door een visgraatpatroon. De vorm is sterk opgeblazen, met een min of meer rond profiel. Het heeft een korte slotrand. Het armskelet heeft een plooi.

## Vondsten
Fossielen werden gevonden in de Ohio Vallei in Noord-Amerika.

## Soorten
- L. cooperi † Howe 1966
- L. erectus † Wang 1949
- L. laddi † Wang 1949
- L. manniensis † Foerste 1909
- L. notatus † Wang 1949
- L. oblongus † Howe 1966
- L. perlamellosa † Whitfield 1878
- L. rectangularis † Wang 1949